# Stef Classens
Stef Classens (Veulen, 24 april 1993) is een Nederlandse gitarist en singer-songwriter. In 2014 won hij de derde editie van talentenjacht De beste singer-songwriter van Nederland. Hij studeerde toen nog aan het Rock City Institute in Eindhoven, onderdeel van Summa College. In hetzelfde jaar nam hij de single Safe and sound op. Door het uitblijvende succes geraakte Classens naar eigen zeggen in een depressie.
Classens is frontman van de band HANDED waarmee hij in 2017 een album uitbracht, en van de coverband NOAH. Begin 2019 werkte HANDED mee aan het album Are you listening van DubVision.
Classens deed mee aan het tiende seizoen van The voice of Holland waar hij op 21 februari 2020 de finale bereikte. In de finale behaalde hij de 2e plaats.